# Lawrence Dallaglio
Lawrence Bruno Nero Dallaglio, OBE (* 10. August 1972 in London) ist ein ehemaliger englischer Rugby-Union-Spieler und war Kapitän der englischen Nationalmannschaft. Er spielte auf den Positionen Flanker und Nummer Acht. Er war 18 Jahre lang für den Verein Wasps RFC aktiv.
Dallaglio war einer der wichtigsten Spieler der Nationalmannschaft, die 2003 den Titel bei den Weltmeisterschaften gewinnen konnte. 2004 hatte er bereits seinen Rücktritt erklärt, änderte aber nach der Nominierung für die British and Irish Lions im folgenden Jahr seine Meinung und spielte bis zum Ende der Saison 2007/08 noch aktiv. Nach seiner Spielerkarriere hat er sich eine Trainerlaufbahn zum Ziel gesetzt.

## Karriere
Dallaglio wurde 1972 im Londoner Stadtteil Shepherd’s Bush als Sohn einer englischen Mutter und eines italienischen Vaters geboren.
Dallaglio war Teil der Nationalmannschaft im Siebener-Rugby, die 1993 den Titel bei den ersten Weltmeisterschaften gewann. Obwohl er nicht zur Stammformation bei seinem Verein gehörte, wurde er 1994 für die Tour der Engländer nach Südafrika nominiert, kam aber zu keinem Einsatz. Sein erstes Länderspiel bestritt er im November 1995, als er gegen die Springboks eingewechselt wurde. Im selben Jahr wurde er nach zahlreichen Abgängen wichtiger Spieler zum Kapitän der Wasps ernannt und führte das Team zum Gewinn der englischen Meisterschaft in der folgenden Saison. 1997 wurde er auch Kapitän der Nationalmannschaft und für die British and Irish Lions nominiert. Zusammen mit Neil Back und Richard Hill bildete er in den späten 1990er Jahren ein starkes Trio, das auch als Holy Trinity (Heilige Dreifaltigkeit) bekannt war.

### Der Drogenskandal
Am 24. Mai 1999 trat Dallaglio von seinem Amt als Kapitän der englischen Nationalmannschaft aufgrund eines Berichts in der Boulevardzeitung News of the World, in dem ihm der Konsum und der Handel mit Drogen, unter anderem Kokain und Ecstasy vorgeworfen wurde, zurück. Die geschilderten Vorfälle sollen zu Beginn der 1990er Jahre stattgefunden haben. Wie die Zeitung weiter berichtete, soll Dallaglio bei der Lions-Tour 1997 nach Südafrika im kleineren Umfeld über seine Drogenvergangenheit gesprochen haben. Dallaglio selbst stritt im Folgenden alle aufgebrachten Vorwürfe ab. Martin Johnson trat seine Nachfolge als Kapitän an.

### 2000–2005
Im Jahr 2000 führte Dallaglio die London Wasps zum Gewinn des Anglo-Welsh Cup. Im darauf folgenden Jahr war er erneut Teil des Aufgebots der British and Irish Lions, verletzte sich aber kurz vor Abschluss der regulären Saison und damit vor dem Start der Lions-Tour nach Australien. Zwar konnte er mitreisen, seine Verletzung brach aber bei einem Test Match erneut auf, so dass er zu keinem offiziellen Länderspiel kam.

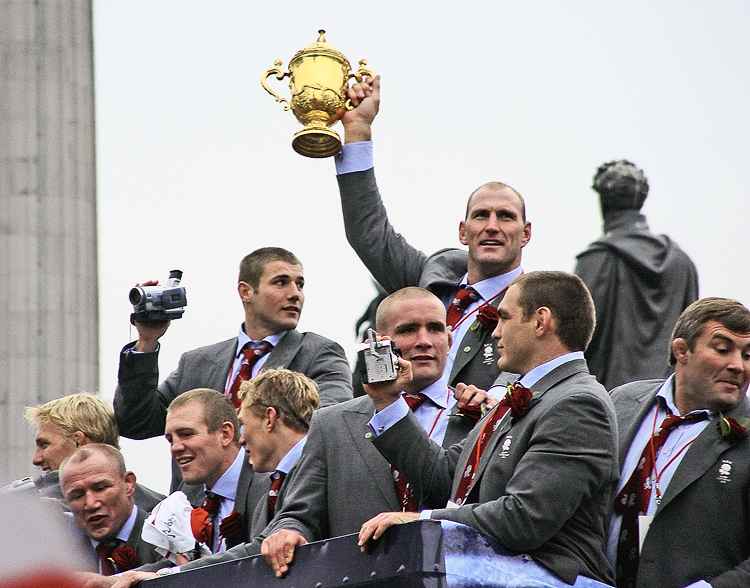
Dallaglio mit dem Webb Ellis Cup

Dallaglio war einer der wichtigsten Spieler der englischen Nationalmannschaft, die 2003 alle Wettbewerbe dominierte und so den Grand Slam bei den Six Nations als auch erstmals den Titel bei der WM einfahren konnte. Er war der einzige Spieler des Kaders, der in allen Spielen die kompletten 80 Minuten absolvierte. Mit Martin Johnsons Karriereende wurde er wieder zum Mannschaftsführer ernannt. Ohne Johnson spielte das Team jedoch nach der Weltmeisterschaft enttäuschend. Dallaglio gab im Zuge dieser Entwicklung im August 2004 seinen Rücktritt vom internationalen Rugby bekannt. Trotz dieser Entscheidung wurde er 2005 für die Neuseeland-Tour der British and Irish Lions berücksichtigt. Im ersten Spiel gegen eine Auswahl der neuseeländischen Region Bay of Plenty verletzte er sich jedoch und fiel für den Rest der Tour aus.

### 2006–2008
Am Ende des Jahres gab Dallaglio bekannt, dass er nun wieder für die englische Nationalmannschaft zur Verfügung stehe und wurde prompt für die Six Nations 2006 nominiert. Während des Turniers kam er zu vier Einsätzen als Einwechselspieler. Die Saison mit den Wasps verlief zunächst nicht erfolgreich, denn die Londoner verpassten erstmals die Play-offs in der Premiership. Jedoch erreichten sie das Finale des Heineken Cup, wo sie auf die Leicester Tigers trafen, die in dieser Saison bereits den Anglo-Welsh Cup und die englische Meisterschaft gewonnen hatten. Die Wasps schafften es jedoch, die durchschnittlichen Leistungen des Jahres vergessen zu machen und das Finale mit 25:9 zu gewinnen.
Dallaglio wurde 2007 für den Kader Englands zur Weltmeisterschaft nominiert. Im ersten Spiel, das England nur mit Mühe mit 28:10 gegen die USA gewann, gehörte er zur Startaufstellung, bei der 0:36-Niederlage gegen Südafrika musste er zunächst auf die Bank. Nick Easter ersetzte ihn und blieb auch bis zum Ende des Turniers in der Stammformation. Dallaglio wurde aber des Öfteren eingewechselt und spielte dabei eine wichtige Rolle für das Team. Am Ende erreichte England wieder das Finale, musste sich jedoch den Springboks geschlagen geben.
Im Anschluss an die WM veröffentlichte er genau wie Mike Catt eine Autobiografie, in der er unter anderem Trainer Brian Ashton für seinen Führungsstil kritisierte:
„Head coach of the England team demands management skills that Brian does not have. We had a head coach who wanted one thing, other coaches who wanted other things. The players hadn't a clue what was going on.“
(„Nationaltrainer der englischen Mannschaft zu sein verlangt Managerfähigkeiten, die Brian nicht hat. Wir hatten einen Cheftrainer, der eine Sache wollte und andere Trainer, die etwas anderes wollten. Die Spieler hatten keine Ahnung, was los war.“)
Später entschuldigte er sich für den schlecht gewählten Zeitpunkt, allerdings nicht für den Inhalt seiner Aussage. Er blieb weiterhin einer der schärfsten Kritiker Ashtons. Nach der WM beendete er seine internationale Karriere und kündigte an, noch bis zum Saisonende 2008 bei den London Wasps aktiv zu bleiben. Sein letztes Spiel bestritt er am 31. Mai 2008, als die Wasps im Meisterschaftsfinale gegen die Leicester Tigers gewannen.

## Privatleben
1985 war Dallaglio Mitglied des Schulchors der King’s House School. Dieser Chor war für den Backgroundgesang beim Nummer-1-Hit “We Don’t Need Another Hero” von Tina Turner zuständig. Erst 20 Jahre später wurde dies bekannt, als sich eine Gewerkschaft auf die Suche nach den damaligen Chormitgliedern machte, da diese keine Tantiemen erhalten hatten. Des Weiteren wurde so bekannt, dass er zusammen mit jenem Chor auch auf einem Geburtstag des Komponisten Andrew Lloyd Webber gesungen hatte.
Da Dallaglios Vater Vincenzo Italiener und seine Mutter Irin ist, hatte er zu Beginn seiner Karriere die Möglichkeit, auch für diese beiden Nationen im Rugby Union anzutreten. Ein Angebot des irischen Verbands lehnte er jedoch ab.
Seine Schwester Francesca starb im Alter von 19 Jahren nach einem Unfall zweier Schiffe auf der Themse (Marchioness disaster). Dallaglio engagiert sich bei der Wohltätigkeitsorganisation „Wooden Spoon“, die sich um benachteiligte Kinder und Jugendliche in Großbritannien und Irland kümmert. Er ist ein Anhänger des Londoner Fußballclubs FC Chelsea.

## Erfolge
Wasps RFC
- Premiership: 1997, 2003, 2004, 2005, 2008
- Heineken Cup: 2004, 2007
- Anglo-Welsh Cup: 1999, 2000, 2006
- Parker Pen Challenge Cup: 2003

England
- Weltmeister: 2003
- Six Nations: 1996, 2000, 2001, 2003

Lions
- 1997, 2001 und 2005